# Cuarto de Mary

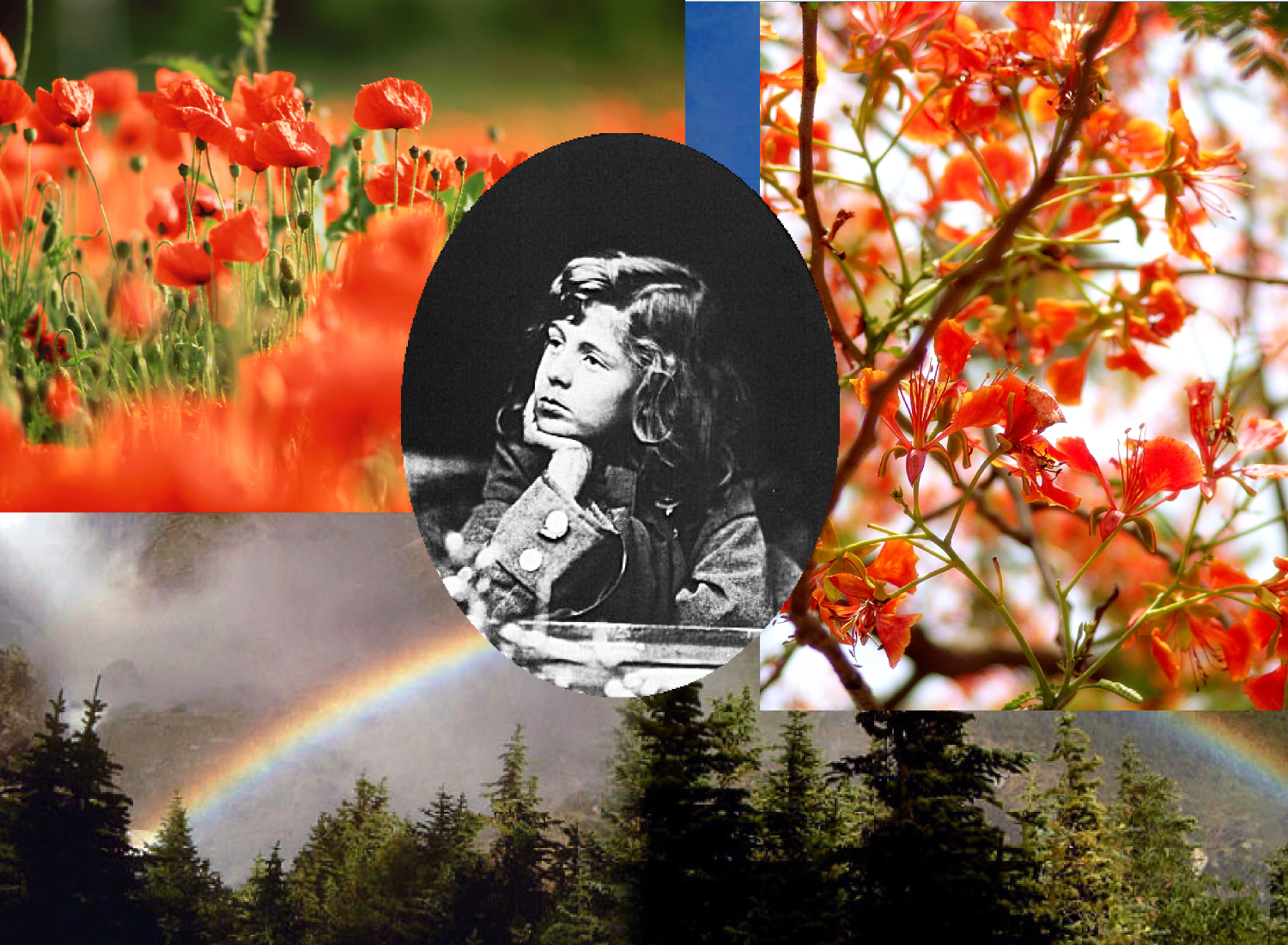
Experimento mental del cuarto de Mary.

El cuarto de Mary, también conocido como Mary la super-científica, es un experimento mental propuesto por Frank Jackson en su artículo Epiphenomenal Qualia de 1982, y extendido en What Mary Didn't Know, de 1986. El experimento tiene la intención de promover lo que Jackson denominó el argumento de conocimiento (Knowledge Argument) contra el fisicalismo.
El debate que surgió a partir de su publicación ha dado lugar a una antología titulada There's Something About Mary, publicada en el año 2004, y que incluye respuestas de filósofos como Daniel Dennett, David Lewis y Paul Churchland.

## El experimento mental
El pasaje donde Jackson introdujo el experimento mental dice:

Mary es una científica brillante que está, por alguna razón, forzada a investigar el mundo desde un cuarto blanco y negro y a través del monitor de una televisión en blanco y negro. Se especializa en la neurofisiología de la visión y adquiere, supongamos, toda la información física disponible acerca de lo que sucede cuando vemos tomates maduros, o el cielo; y usa palabras como "rojo", "azul", etc. Ella descubre, por ejemplo, justo qué combinación de ondas electromagnéticas del cielo estimulan la retina;  y exactamente cómo esto produce, a través del sistema nervioso, la contracción de las cuerdas vocales y la expulsión de aire de los pulmones que resulta en la pronunciación de la proposición "el cielo es azul". [...] ¿Qué sucederá cuando Mary sea liberada de su cuarto blanco y negro o se le dé una televisión con monitor a color? ¿Aprenderá algo nuevo o no? Parece obvio que aprenderá algo nuevo acerca del mundo y nuestra experiencia visual de él. Pero entonces es innegable que su conocimiento previo era incompleto. Pero se supone tenía toda la información física. Ergo hay algo más que tener que solamente esa información, y el "fisicalismo" es falso.

En otras palabras, Mary es una científica que tiene toda la información física acerca de los colores, pero nunca ha experimentado la sensación de los colores. La pregunta es: una vez que experimente los colores, ¿aprenderá algo nuevo? Si la respuesta es sí, entonces significa que la información física no es todo lo que existe para saber acerca del mundo, y por lo tanto el fisicalismo es falso. El argumento puede reconstruirse así:
1. Mary tiene toda la información física acerca de la visión humana del color antes de ser liberada.
2. Pero existe alguna información acerca de la visión humana del color que Mary no posee antes de ser liberada.
3. Por lo tanto, no toda la información acerca de la visión humana del color es física.

## Respuestas

### Daniel Dennett
Daniel Dennett argumenta que de hecho, Mary no aprendería nada nuevo cuando saliera del cuarto en blanco y negro y viera el color rojo. Dennett afirma que si ella realmente supiera «todo acerca de los colores», ese conocimiento necesariamente incluiría una comprensión profunda de por qué y cómo la neurología humana nos hace sentir los qualia de los colores. Por lo tanto, Mary ya sabría exactamente qué esperar del color rojo, aun antes de salir del cuarto. Dennett argumenta que aunque no podamos concebir un conocimiento tan profundo, si la premisa irreal del experimento mental es que Mary sabe todo lo que hay para saber acerca de los colores, no podemos asumir que porque no podamos concebir o describir tal conocimiento, ese conocimiento sea imposible. En consecuencia, Dennett concluye que el experimento no provee un argumento sólido en favor de la existencia de los qualia.
Sin embargo, Frank Jackson, según surge de las propias citas precedentes, no postula la hipótesis de que Mary supiera «todo acerca de los colores», sino solamente que tiene «toda la información física» (énfasis añadido). De otro modo, que la experiencia de los colores involucra algo más que la información física sobre ellos.